# فاني فينينغ
فاني إليزابيث دافنبورت (بالولادة: فينيغ بالإنجليزية: Fanny Elizabeth Davenport née Vining)‏ (17 يوليو 1829 – 20 يوليو 1891) هي ممثلة مسرحية إنجليزية هاجرت إلى الولايات المتحدة. بعد زواجها من الممثل التراجيدي الأمريكي إدوارد لووميس دافنبورت، عُرفت باسم "السيدة إي. إل. دافنبورت" (Mrs. E. L. Davenport).

## النشأة والخلفية
وُلدت فاني في لندن، إنجلترا، لعائلة مسرحية، مما أتاح لها التعرف المبكر على فنون الأداء. كانت جزءًا من أسرة ذات صلات وثيقة بالمسرح البريطاني في القرن التاسع عشر.

## الحياة المهنية
بدأت فاني مسيرتها الفنية في المسرح الإنجليزي قبل انتقالها إلى الولايات المتحدة بعد زواجها من إدوارد لووميس دافنبورت. شاركت في عروض مسرحية بارزة في كل من بريطانيا وأمريكا، وحافظت على مكانة مرموقة في المشهد المسرحي خلال القرن التاسع عشر.

## أبرز الأدوار المسرحية
| السنة | العمل المسرحي          | الدور       | الملاحظات                                           |
| ----- | ---------------------- | ----------- | --------------------------------------------------- |
| 1846  | The Hunchback          | جوليا       | عرض في لندن.                                        |
| 1852  | Hamlet                 | أوفيليا     | إنتاج أمريكي مشترك مع زوجها إدوارد لووميس دافنبورت. |
| 1855  | The School for Scandal | ليدي تيلباث | عرض في بوسطن.                                       |
| 1860  | Othello                | ديدمونة     | عرض على مسرح برودواي.                               |
| 1870  | The Lady of Lyons      | بولين       | أحد أنجح أدوارها في أمريكا.                         |
| 1880  | Much Ado About Nothing | بياتريس     | جولة مسرحية في مدن أمريكية.                         |

## الحياة الشخصية
تزوجت من الممثل التراجيدي الأمريكي إدوارد لووميس دافنبورت، وأنجبا عدة أبناء، منهم الممثلة فاني دافنبورت والممثل هاري دافنبورت. استمر إرث العائلة الفني عبر الأجيال، حيث شملت أحفادها الممثلة دوروثي دافنبورت والممثلة آن سيمور.

## الجدول الزمني
| السنة       | الحدث                                                            |
| ----------- | ---------------------------------------------------------------- |
| 1829        | ولادتها في لندن، إنجلترا.                                        |
| 1840s       | بداية مسيرتها المسرحية في بريطانيا.                              |
| 1850s       | زواجها من إدوارد لووميس دافنبورت وانتقالها إلى الولايات المتحدة. |
| 1850s–1880s | مشاركتها في عروض مسرحية بارزة في أمريكا.                         |
| 1891        | وفاتها في كانتربيري، ماساتشوستس.                                 |

## الوفاة
توفيت فاني فينينغ دافنبورت في 20 يوليو 1891 في كانتربيري، ماساتشوستس، عن عمر يناهز 62 عامًا.